# 남북의화

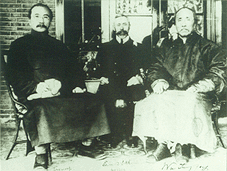
남북의화 교섭. 왼쪽이 탕사오이, 오른쪽이 오정방. 중앙은 중개역의 영국인 상인 리틀(Edward Selby Little).

남북의화 (南北議和)는 중국 신해혁명 이후, 쑨원을 임시 대총통으로 하는 난징의 중화민국 정부와, 베이징의 청나라 사이에서 이루어진 조정 및 정권통일을 위한 교섭과, 그 교섭에 따른 결과로서의 회의를 가리킨다. "남북의화" 뿐만 아니라 "남북강화", "남북타협", "남북정전", 그리고 회의에 청나라 쪽으로 참가한 위안스카이의 이름을 같이 따 "손원제휴"라고도 한다. 청나라의 대표로 나온 이로는 위안스카이와, 그의 부하 탕사오이가 있었고, 중화민국 측의 대표로는 우팅팡, 왕징웨이, 황싱, 쑹자오런 등이 있었다.

## 주된 내용
남북의화에서 거론된 주요 내용으로는 아래와 같다.
1. 선통제의 퇴위와 청조의 소멸
2. 쑨원이 임시대총통의 지위를 위안스카이에게 양도
3. 중화민국 정부는 난징에 둠
4. 쑨원 대신, 새 총통 위안스카이는 난징에서 취임
5. 임시 약법을 제정
6. 새 총통은 약법 및 그에 기반한 법률을 준수해야 함
7. 국회 개설